# Harry Barron

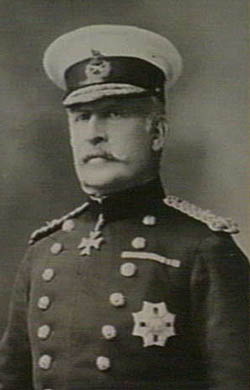
Harry Barron

Sir Harry Barron KCMG, CVO (* 11. August 1847 in Denmark Hill, Grafschaft Surrey, England; † 27. März 1921 in Weybridge, England) war ein britischer Generalmajor und Gouverneur der Kolonien Tasmanien und Western Australia.

## Leben
Der Sohn von Charles Barron und seiner Frau Elizabeth besuchte die Royal Military Academy in Woolwich. 1867 wurde er zum Hauptmann bei der Artillerie befördert. Nach einer stetigen Karriere erreichte er 1904 den Rang eines Generalmajors und war für Artillerieeinheiten im Themse-Gebiet sowie später auf Malta verantwortlich. 1877 heiratete er Clara Emily, mit der er eine Tochter hatte.
Von 1909 bis 1913 war Barron Gouverneur von Tasmanien. Obwohl er relativ unerfahren im politischen Tagesgeschäft war, gelang ihm eine weitestgehend souveräne Amtszeit. Direkt nach seiner Zeit auf Tasmanien wurde er zum Gouverneur von Western Australia ernannt und blieb dies bis 1917.
Barron kehrte schließlich nach England zurück und setzte sich in Weybridge zur Ruhe. Dort starb er am 27. März 1921.